# Philodryas arnaldoi
Espèce
Synonymes
- Chlorosoma arnaldoi Amaral, 1932

Philodryas arnaldoi  est une espèce de serpents de la famille des Dipsadidae.

## Répartition
Cette espèce est endémique du Brésil. Elle se rencontre dans les États de São Paulo, du Paraná, du Rio Grande do Sul et de Santa Catarina.

## Publication originale
- Amaral, 1932 : Contribuicao ao conhecimento dos ofidios do Brasil V. Uma nova raca de Bothrops neuwiedii. Memorias do Instituto Butantan, vol. 7, p. 97-101.